# 貝卡爾

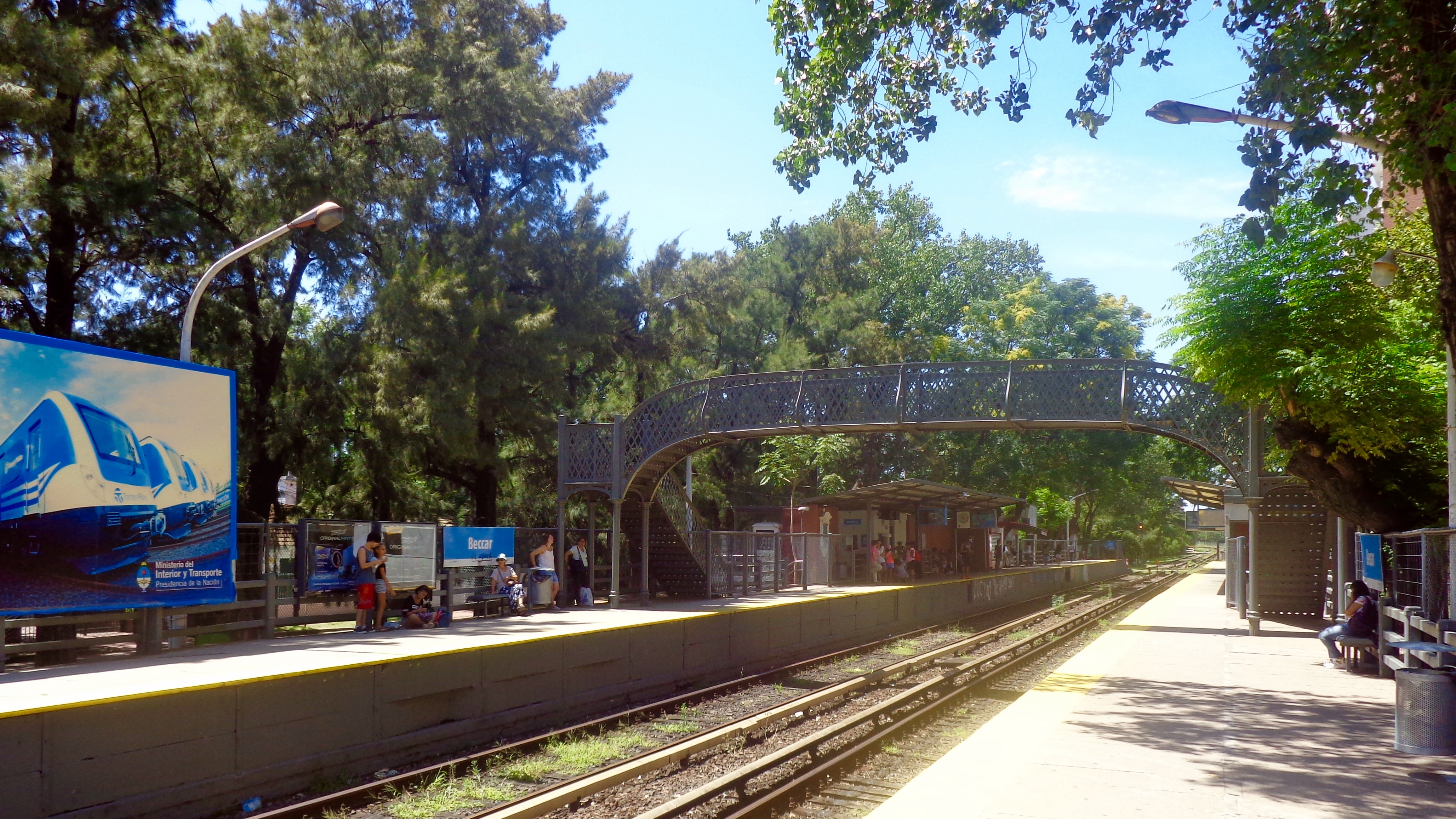
貝卡爾

貝卡爾（西班牙語：Béccar）是阿根廷的城市，位於該國東北部，距離首都布宜諾斯艾利斯17公里，由布宜諾斯艾利斯省負責管轄，面積12.79平方公里，海拔高度11米，2001年人口58,811。

## 外部連結
- History of de Béccar
- Information about Béccar ~ San Isidro
- News site for San Isidro Partido